# Sjoerd Scheenstra
S.H. (Sjoerd) Scheenstra (Steenwijkerwold, 28 oktober 1933) is een Nederlands politicus van de CHU en later het CDA.
Sjoerd Scheenstra studeerde rechtswetenschappen aan de Rijksuniversiteit Utrecht. Na deze studie trad hij als hoofdcommies in dienst van de gemeente Zaandam op het taakveld: Politie, Verkeer en Brandweer. In dat kader werd hij betrokken bij de Stichting Brandweeropleiding, destijds opgericht om de grote achterstand in de opleiding van de vrijwillige brandweer op te heffen.
Per 16 juni 1967 volgde zijn benoeming tot burgemeester van de Zuid-Hollandse gemeenten Asperen en Heukelum. In het kader van een gemeentelijke herindeling van de Alblasserwaard en de Vijfheerenlanden adviseerde hij de gemeenten te kiezen voor een fusie met de Gelderse buurgemeenten Vuren en Herwijnen. Deze "kwartetgemeente" zou uiteindelijk in 1987 werkelijkheid worden: de naam werd "Lingewaal".
Per 16 september 1979 volgde de benoeming tot burgemeester van Oegstgeest. De jaren die volgden wachtte de gemeente een zware - regionale - taak om de woningbouw te maximaliseren. Om die opdracht te faciliteren vereiste het intensieve aandacht van het gemeentebestuur. Op 1 november 1998 legde hij zijn ambt wegens pensionering neer.
Tijdens zijn ambtsperiode als burgemeester bekleedde hij diverse politieke en maatschappelijke functies. Zoals de Stichting Brandweeropleiding, waarvan hij 30 jaar bestuurslid was, laatstelijk als voorzitter, tot de fusie met de Rijksbrandweeracademie. Verder was hij ook betrokken bij de CDA-bestuurdersvereniging. Aanvankelijk als voorzitter van de Vereniging van Christelijk-Historische Gemeente- en Provinciebestuurders werd hij per 1 januari 1978 de eerste voorzitter van drie gefuseerde organisaties: de CDA-bestuurdersvereniging, waarvan hij erelid is.
Scheenstra is Ridder in de Orde van Oranje-Nassau en Ereburger van Oegstgeest.
- International Standard Name Identifier: 0000 0003 8795 7923
- Nederlandse Thesaurus van Auteursnamen: 174331614
- Virtual International Authority File: 281028562
- WorldCat: E39PBJyMbDKbXd8QX33PtQWxDq